# Krautheimer Sonnenleite

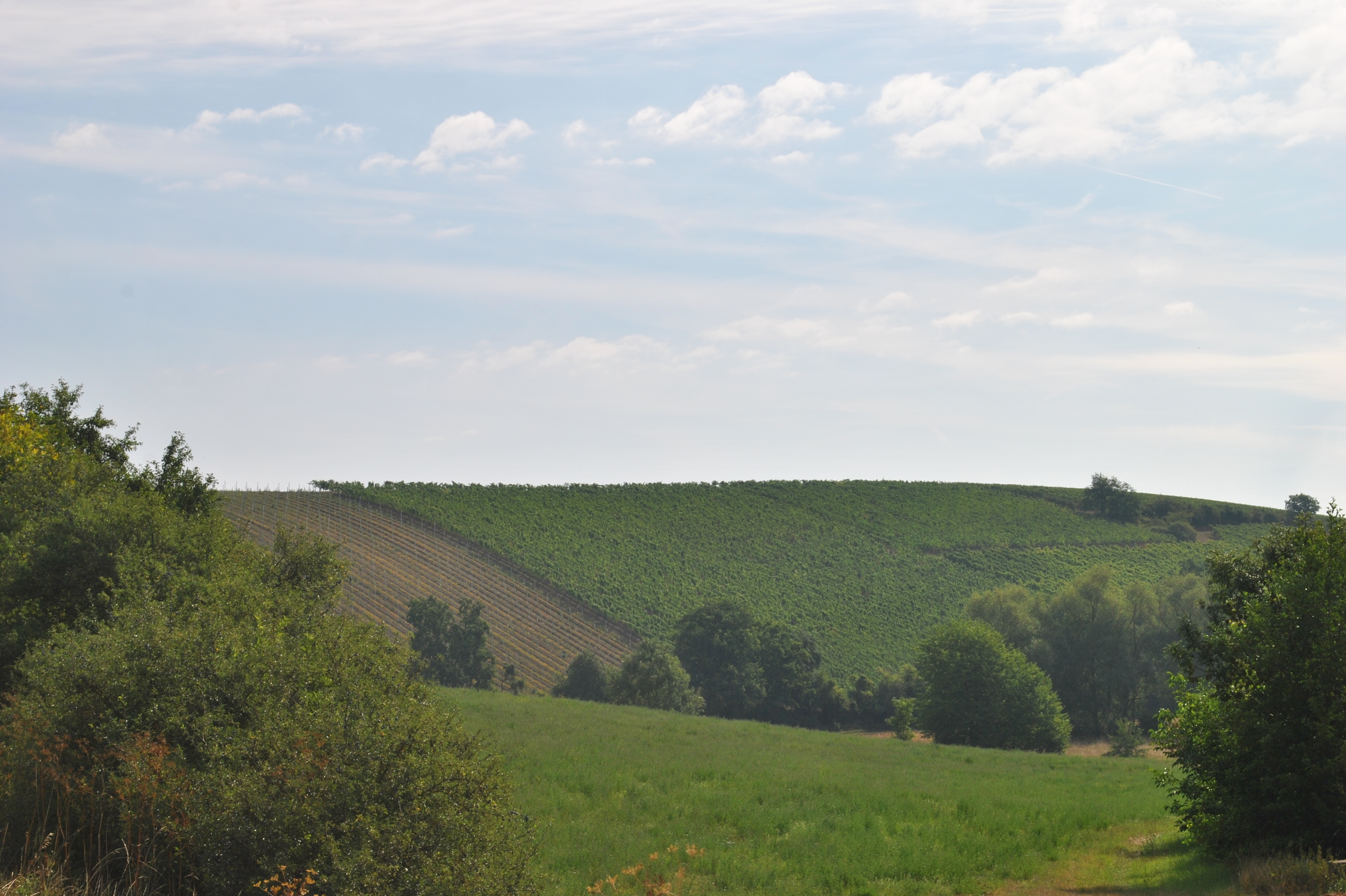
Die Krautheimer Sonnenleite zwischen Krautheim und Obervolkach

Krautheimer Sonnenleite (auch Volkacher Sonnenleite, fälschlicherweise Sonnenberg) ist eine Weinlage im Anbaugebiet Franken. Sie liegt in der Gemarkung des Volkacher Ortsteils Krautheim im unterfränkischen Landkreis Kitzingen.

## Geografische Lage und Geologie
Die Weinlage Krautheimer Sonnenleite zieht sich in einem langgezogenen Streifen im Süden der Krautheimer Gemarkung entlang des Volkachzuflusses Weinbergsleitengraben, hier Weidach genannt. Im Norden befindet sich das Dorf Krautheim, während unmittelbar im Osten die Gemarkung von Frankenwinheim beginnt. Südlich erstrecken sich die Weinberge des Rimbacher Landsknechts in der Gemarkung des Nachbardorfes. Das Naturdenkmal Ehemaliger Muschelkalkbruch südwestlich von Krautheim schließt sich an die Weinberge an.
Die Lage nimmt heute eine Fläche von etwa 10 ha ein und ist Teil der Großlage Volkacher Kirchberg im Bereich Volkacher Mainschleife. Damit ist sie eine der kleineren Lagen innerhalb der Großlage. Der Krautheimer Weinberg ist nach Süden ausgerichtet und weist eine Hangneigung von 20 bis 30 % auf. Dort werden die Weinsorten Müller-Thurgau und Silvaner angebaut. Die Krautheimer Weine wachsen auf Böden des Oberen Muschelkalks und im sogenannten Lettenkeuper.

## Geschichte

### Lage
In Krautheim wurde in der Vergangenheit nur sehr wenig Weinbau betrieben. Der Ortsname verweist dagegen auf Getreide-, Gemüse- und Kräuteranbau. Dennoch hatten die Krautheimer im Mittelalter einige Weinberge. So besaß die Volkacher Kirche St. Bartholomäus und St. Georg ein Drittel des Krautheimer Weinzehnts. Gleichzeitig hielten auch die jeweiligen Dorfherren mehrere Weinberge. Im 17. Jahrhundert hielt das Kloster Heidenfeld drei zehntfreie Weinberge am sogenannten Höhnleinsberg.
Obwohl also der Weinbau keine große Rolle im Dorf spielte, wurde der Aufenthalt in den Weinbergen in einer Dorfordnung des 18. Jahrhunderts sanktioniert. Die Krautheimer betrieben auch keinen Handel mit dem Wein, sondern bewirtschafteten die Berge nur für den Eigenbedarf. Zu Beginn des 19. Jahrhunderts erhielt der Krautheimer Wein das Prädikat „mittelmäßig“. Die allgemeinen Entwicklungen nach der Mediatisierung der Grafschaft Castell, zu der Krautheim gehört hatte, führte zu Beginn des 19. Jahrhunderts zu einem Aufstieg des Bieres.
Seit 1830 wurde die Krautheimer Weinfläche sukzessive reduziert. Die nun brachliegenden Flächen wurden mit Kartoffeln und Obst bepflanzt. So umfasste 1853 nur noch 3,8 % der landwirtschaftlich genutzten Fläche Weinreben. Im Jahr 1887 exportierte Krautheim noch 30 Hektoliter Wein über den Volkacher Markt. Wahrscheinlich kam der Anbau im 20. Jahrhundert ganz zum Erliegen. Erst in den 1970er Jahren wurde der Weinbau in dem Dorf wiederbelebt. Damals waren nur 2 ha mit Reben bestockt.

### Namensherkunft
Der Name „Krautheimer Sonnenleite“ geht auf die klimatischen Bedingungen des Hanges zurück. In der Vergangenheit wurden Flurlagen mit der Endung -leite ausgestattet, wenn sie in Richtung Süden lagen und deshalb eine lange Sonneneinstrahlung aufwiesen. Ursprünglich bezeichnete man das Areal als „Weinbergsleite“, der Begriff „Sonnenleite“ etablierte man wohl bei der Neuanlage der Hänge, um den Wein besser vermarkten zu können.

## Weingüter (Auswahl)
Mehrere renommierte Weingüter besitzen heute Weinhänge in der Krautheimer Gemarkung. Die Weinlage wird nur von auswärtigen Winzern bewirtschaftet.
- Weinbau Reinhard Ebert, Rimbach
- Weingut Martin Mößlein, Zeilitzheim